# Harry Carter
Harry Carter (14 de setembro de 1879 – 22 de julho de 1952) foi um ator estadunidense da era do cinema mudo, que atuou em 84 filmes entre 1914 e 1933.

## Biografia
Carter nasceu em Louisville, Kentucky. Seu primeiro filme foi o curta-metragem A Riot in Rubeville, em 1914, produzido pela Majestic Motion Picture Company. Entre seus filmes destacam-se The Kaiser, the Beast of Berlin, em 1918, e Three Mounted Men, da Universal Pictures, ao lado de Neva Gerber e dirigido por John Ford, onde faz o papel principal, também em 1918.
Atuou em diversos seriados, destacando-se The Hope Diamond Mystery, dirigido por Stuart Patton em 1921, no papel principal, ao lado de Grace Darmond, e The Gray Ghost, em 1917, no papel-título.
Seu último filme foi Trails of Adventure, em 1933, para a American Pictures Corp.
Carter morreu em Los Angeles, Califórnia, em 1952.

## Filmografia parcial
- The Fast Express (1924)
- The Steel Trail (1923)
- Dead Game (1923)

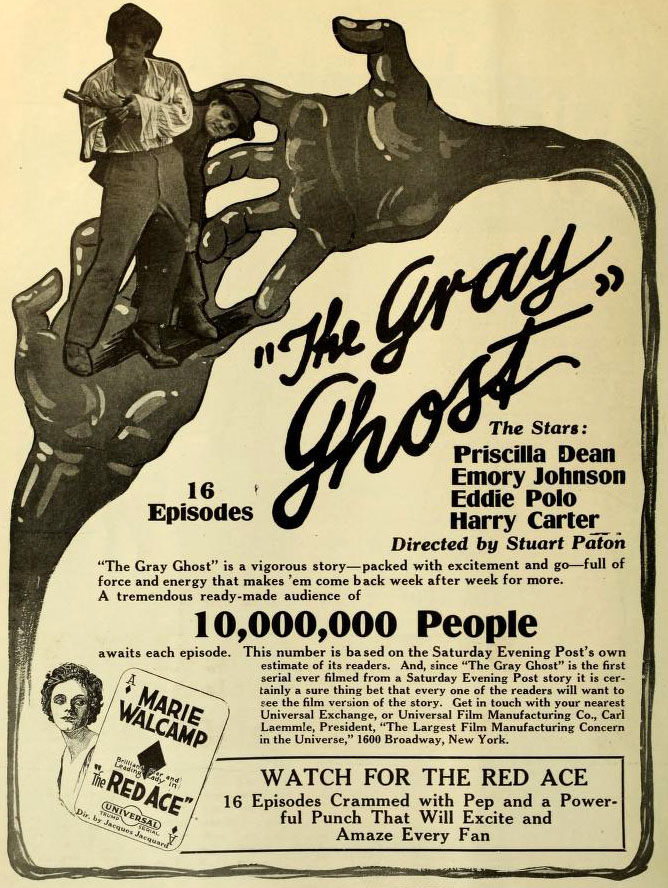
Cartaz do filme The Gray Ghost, de 1917, estrelado por Priscilla Dean, Eddie Polo e Harry Carter no papel de Gray Ghost.

- Jackie (1921), filme dirigido por John Ford
- Sure Fire (1921)
- The Hope Diamond Mystery (1921)
- The Fatal Sign (1920)
- Proxy Husband (1919)
- The Lure of the Circus (1918)
- Three Mounted Men (1918)
- The Gray Ghost[3] (1917)
- Secret Love (1916)
- Judge Not; or The Woman of Mona Diggings (1915)
- The Master Key (1914)